# Roberto Reinaldo Cáceres González
Roberto Reinaldo Cáceres González (Buenos Aires, 16. travnja 1921. – Montevideo, 13. siječnja 2019.), urugvajski biskup.

## Životopis
Luis del Castillo je zaređen za svećenika 15. srpnja 1945. godine. Dana 2. siječnja 1962. imenovan je biskupom Mela te ustoličen 19. ožujka 1962. Sudjelovao je na Drugom vatikanskom koncilu.
Nakon 34 godina službe se umirovio.